# Mangora boyaca
Mangora boyaca là một loài nhện trong họ Araneidae.
Loài này thuộc chi Mangora. Mangora boyaca được Herbert Walter Levi miêu tả năm 2007.